# 脇梨奈乃
脇 梨奈乃（わき りなの、1997年11月16日 - ）は、日本の女子バスケットボール選手である。ポジションはセンターフォワード。熊本県出身。父は1995年福岡ユニバーシアード銀メダリストの脇将典。弟の脇真大もバスケットボール選手。

## 来歴
桜花学園高校在学中、年代別日本代表に選出され、アジアカップ準優勝、ワールドカップ出場。
2016年、トヨタ自動車に入社。
2021年、アイシン ウィングスに移籍。
2023年退団。

## 所属歴
- 桜花学園高 - トヨタ自動車（2016年〜2021年） - アイシン（2021年～2023年）

## 日本代表歴
- 2016年U16アジアカップ
- 2017年U17ワールドカップ